# Gonomyia (Gonomyia) periploca
Gonomyia (Gonomyia) periploca is een tweevleugelige uit de familie steltmuggen (Limoniidae). De soort komt voor in het Oriëntaals gebied.